# Кебеде Балча
Кебеде Балча (7 сентября 1951 — 10 июля 2018, Торонто) — эфиопский легкоатлет-марафонец, выступавший на международном уровне в период 1977—1992 годов. Серебряный призёр чемпионата мира, чемпион Африки, чемпион Всеафриканских игр в Найроби, победитель Афинского классического и Монреальского международного марафонов, участник летних Олимпийских игр в Москве.

## Биография
Кебеде Балча родился 7 сентября 1951 года.
Впервые заявил о себе на международном уровне в 1977 году, когда выиграл Афинский классический марафон.
В 1979 году одержал победу на Монреальском международном марафоне и на чемпионате Африки в Дакаре.
Благодаря череде удачных выступлений вошёл в основной состав эфиопской национальной сборной и удостоился права защищать честь страны на летних Олимпийских играх 1980 года в Москве. Вышел здесь на старт марафонской дистанции, однако финишировать не смог.
В 1981 году вновь был лучшим в зачёте Монреальского международного марафона.
В 1983 году на впервые проводившемся чемпионате мира по лёгкой атлетике в Хельсинки завоевал серебряную медаль в марафоне, уступив на финише только австралийцу Роберту де Кастелле. Таким образом, стал единственным эфиопцем, кому удалось привезти медаль с этого мирового первенства. Помимо этого, он снова выиграл Монреальский международный марафон, установив при этом свой личный рекорд с результатом 2:10:03 — это время в течение нескольких лет оставалось лучшим на данном маршруте. Отметился четвёртым результатом на Лондонском марафоне.
В 1984 году в числе прочих стартов принимал участие во Франкфуртском марафоне, где занял второе место.
На африканском первенстве 1985 года в Каире стал серебряным призёром, пропустив вперёд представителя Джибути Ахмеда Салаха, тогда как на Кубке мира по марафону в Хиросиме получил бронзу в программе командного первенства — эфиопскую команду обошли только спортсмены из Джибути и Японии. Также в этом сезоне Балча в четвёртый раз выиграл Монреальский международный марафон, занял второе место в Токийском международном марафоне.
В 1987 году Кебеде Балча выиграл бронзовую медаль на Всеафриканских играх в Найроби, уступив соотечественникам Белайне Денсамо и Дереджи Неди.
На чемпионате Африки 1988 года в Аннабе добавил в послужной список бронзовую награду, тогда как на африканском первенстве 1989 года в Лагосе взял серебро. Среди прочих результатов — шестое место на Роттердамском марафоне, десятое место на Фукуокском марафоне.
Один из последних значимых результатов на международной арене показал в сезоне 1992 года, когда стал седьмым на Мельбурнском марафоне.
В 1999 году в составе группы из нескольких эфиопских спортсменов Балча попросил убежища в Канаде, получил статус беженца и впоследствии постоянно проживал в Торонто.
Умер от болезни 10 июля 2018 года в Торонто в возрасте 66 лет.